# Chaplin and Co
Chaplin and Co (écrit Chaplin & Co dans le générique) est une série télévisée d'animation franco-indienne pour la jeunesse réalisée en  en images de synthèse. Créée en 2011 et produite par Method Animation, Mk2 et DQ Entertainment, elle contient 104 épisodes de 6 minutes, qui mettent en scène le personnage de Charlot, accompagné de ses amis comme le Kid.
En France, elle est diffusée pour la première fois le 31 décembre 2011 sur France 3 dans l'émission Ludo, et depuis janvier 2013, sur Boomerang. En Belgique, elle est diffusée depuis le 25 décembre 2011 sur La Trois.

## Synopsis
Au XXIe siècle, Charlot est un petit bonhomme tout de noir vêtu, portant moustache et chapeau melon, qui ne se sépare jamais de sa canne. Timide et délicat, maladroit et touchant, il n'a qu'un but dans la vie : aider les autres.

## Fiche technique
- Titre : Chaplin and Co
- Réalisation : Cyril Adam et Julien Charles
- Scénario : Matthieu Kendrick et Vincent De Mul
- Conception des personnages : Alexandre de Broca et Emmanuel Gorinstein
- Musique : Nicolas Richard et Franck Roussel
- Sociétés de production : Method Animation, Fabrique d'Images, Mk2 et DQ Entertainment
- Société de distribution : PGS Entertainment
- Pays d'origine :  France et  Inde
- Langue : français
- Format : couleurs - 1,77:1 - Dolby Digital
- Nombre d'épisodes : 104 (1 saison)[4]
- Durée : 6 minutes
- Dates de première diffusion :
  -  Belgique : 25 décembre 2011
  -  France : 31 décembre 2011

## Exploitation
Plus de 62 pays ont acheté les droits de diffusions de la série.